# Томарес Романова
Томарес Романова (Tomares romanovi) — дневная бабочка из семейства голубянок.

## Этимология названия
Видовое название дано в честь Николая Михайловича, внука Николая I, которому принадлежит большая роль в развитии отечественной лепидоптерологии. Основным его вкладом были серии публикаций под названием «Memoires sur les Lepidopteres», известные как «Работы Романова».

## Описание
Длина переднего крыла 15 — 17 мм. Размах крыльев 30 — 34 мм. Сверху крылья бурого цвета с красно-желтыми крупными пятнами на передних крыльях и меньшими по размеру пятнами перед внешним краем на задних крыльях. Нижняя сторона задних крыльев и вершины передних — шелковистые, голубовато-серые с оранжевым рисунком.

## Ареал
Россия (Дагестан), Армения, Азербайджан, Грузия, Восточная Турция, Северный Иран и Копет-Даг. В горах обитает на высоте 1200—2200 м н.у.м. Встречается в зонах нагорно-ксерофильной растительности.
В Армении встречается в Котайкской (Гарни, Гегадир, Ацаван, Джрвеж, Атис), Вайоцдзорской (Артаван), Араратской (Урцаландж) и Сюникской (Шванидзор) областях.

## Биология
Бабочки населяют засушливые горные склоны с обязательным присутствием на них кормового растения гусениц — Astragalus macrocephalus, Astragalus scharuhdensis, Astragalus finitimus. Развивается в одном поколении в год. Лет в апреле — мае. Самки откладывают яйца внутрь соцветий астрагалов. Гусеницы живут внутри соцветия, питаясь завязями и плодами. Их развитие длится около десяти дней. Окукливаются в почве. Зимует куколка.

## Подвиды
- Tomares romanovi romanovi (Армения, Нахчыванская Автономная Республика)
- Tomares romanovi cachetinus Nekrutenko, 1978 (Грузия)
- Tomares romanovi cyprius Stichel, 1911 (Талыш, Копет-Даг)
- Tomares romanovi maculifera (Staudinger, [1892])